# Ritmo de la noche (canción)
«Ritmo de la noche» es una canción popularizada por el grupo belga Mystic, formado por Chane Gata-Aura Córdoba, Mark Wade y Michael Bukowski. Es una versión del tema del grupo alemán "Chocolate" de 1990.

## Historia
El tema supuso el lanzamiento del grupo que, posteriormente, sacaría el LP La ola, que incluía el tema, y cinco años más tarde el álbum Viva.
En América fue versionado por el grupo argentino The Sacados, que sirvió para darle el nombre al programa de televisión homónimo que presentaba Marcelo Tinelli.
El riff de la introducción está tomada del tema "I go to Rio" del músico australiano Peter Allen, interpretada por Peggy Lee en 1976, tomado también en 2011 por el grupo Coldplay para la canción Every Teardrop Is a Waterfall.

## Ventas
El tema alcanzó el número 2 en las listas de ventas de sencillos en España en 1990.